# Wilhelm Otto (Bildhauer)
Wilhelm Otto (* 15. Mai 1871 in Harzgerode; † 16. August 1943 in Berlin) war ein deutscher Bildhauer, Bronzegießer und Hochschullehrer in Berlin. Wilhelm Otto ist auch der Vater von Karl Otto, dem Architekten und späteren Direktor der damaligen Hochschule für Bildende Künste in Berlin-Charlottenburg.

## Leben
Wilhelm Otto wurde in Harzgerode in einer Handwerkerfamilie geboren. Er erhielt in der Eisenhütte Mägdesprung eine erste Ausbildung zum Kunstschmied. Danach ging er nach Berlin und studierte hier von 1895 bis 1899 in der Unterrichtsanstalt des Kunstgewerbemuseums Berlin. Er absolvierte die Klassen für Modellieren und verschiedene Zeichenklassen.
Seinen Abschluss erlangte Wilhelm Otto als Bronzegießer und Bildhauer. Später arbeitete er freiberuflich an bildhauerischen Auftragswerken aus ganz Deutschland und erhielt eine Professur an der Städtischen Kunstgewerbeschule am Schlesischen Tor in Berlin-Kreuzberg. Ab 1905 unterrichtete er an der Kunstgewerbe- und Handwerkerschule in Charlottenburg neben dem Entwerfen kunstgewerblicher Gegenstände auch Figürliches, Portrait- und Aktmodellieren.
Er schuf Werke für die Jakobskathedrale in Stettin, außerdem das Denkmal für die Zietenhusaren in Rathenow, das Kriegerdenkmal in Belgard (Pommern) (heute Białogard) sowie zahlreiche Kleinkunstwerke.

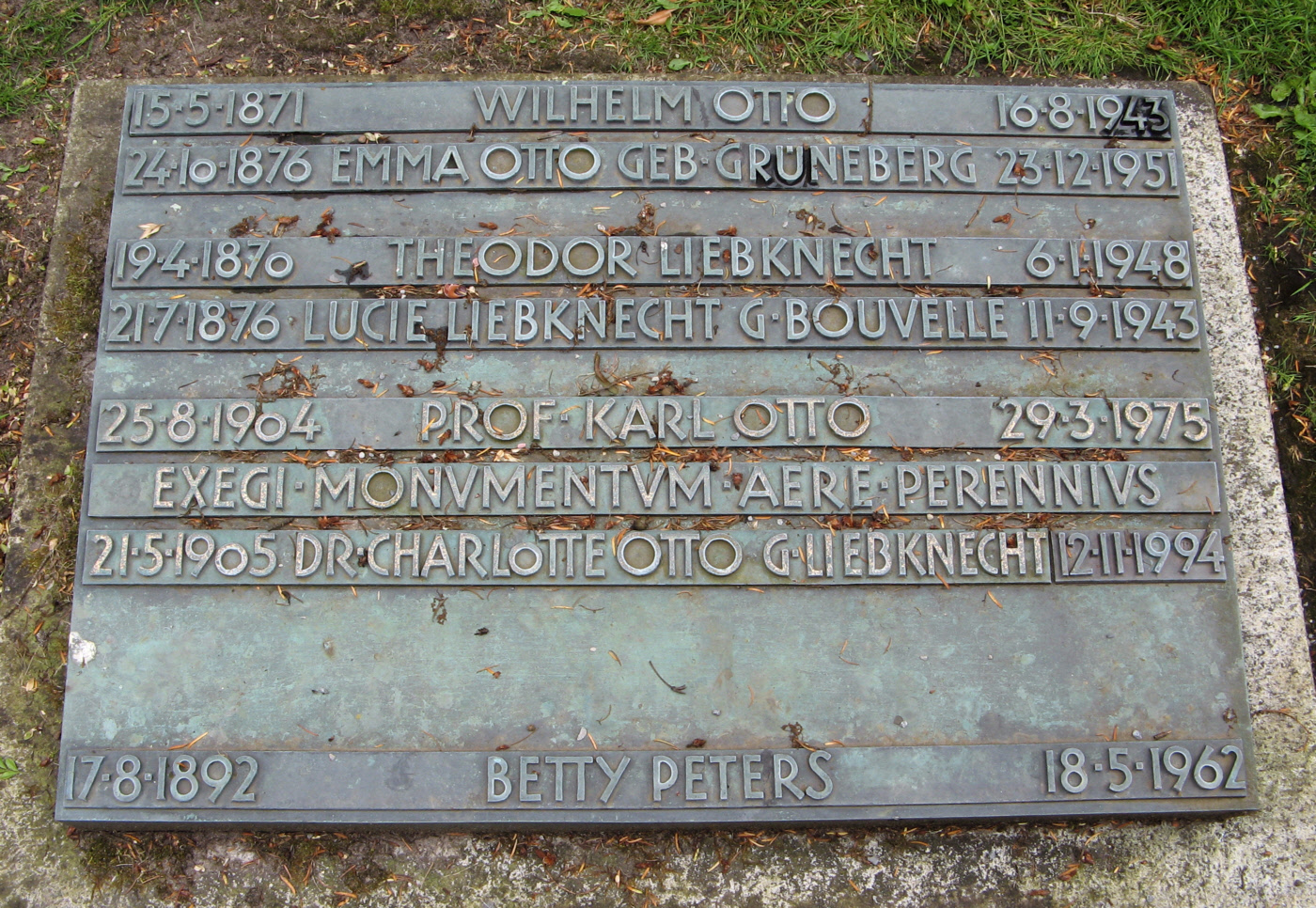
Grabplatte von Wilhelm Otto im Stadtfriedhof Engesohde, Hannover

Beigesetzt ist Wilhelm Otto, zusammen mit weiteren Familienangehörigen, in Hannover.

## Werke (Auswahl)
- um 1920: Steinernes Denkmal in Belgard in Pommern für die Gefallenen des Ersten Weltkriegs auf dem Marktplatz:   
ein trauernder Mensch kniet auf einem Sockel, auf dem Postament sind die Namen der Gefallenen eingemeißelt. 1933 wurde das Denkmal in einen Park umgesetzt.[6]

- 1920: Der Tänzer – Männliche Figur aus poliertem Messing in ekstatischer Tanzpose, auf prismatischem Steinsockel, Höhe der Figur 16 cm

- 1923 Zietenhusarendenkmal in Rathenow: Bronzefigur eines Reiters aus dem Husaren-Regiment „von Zieten“ auf Natursteinsockel, mit Namenstafel der im Ersten Weltkrieg gefallenen und verstorbenen Offiziere, Unteroffiziere und Husaren.[7] Eine Anfrage an die Verwaltung der Stadt Rathenow im Frühjahr 2010 ergab, dass dieses Denkmal mit großer Wahrscheinlichkeit in den letzten Jahren des Zweiten Weltkriegs zur Gewinnung von Kriegsmaterial eingeschmolzen wurde.

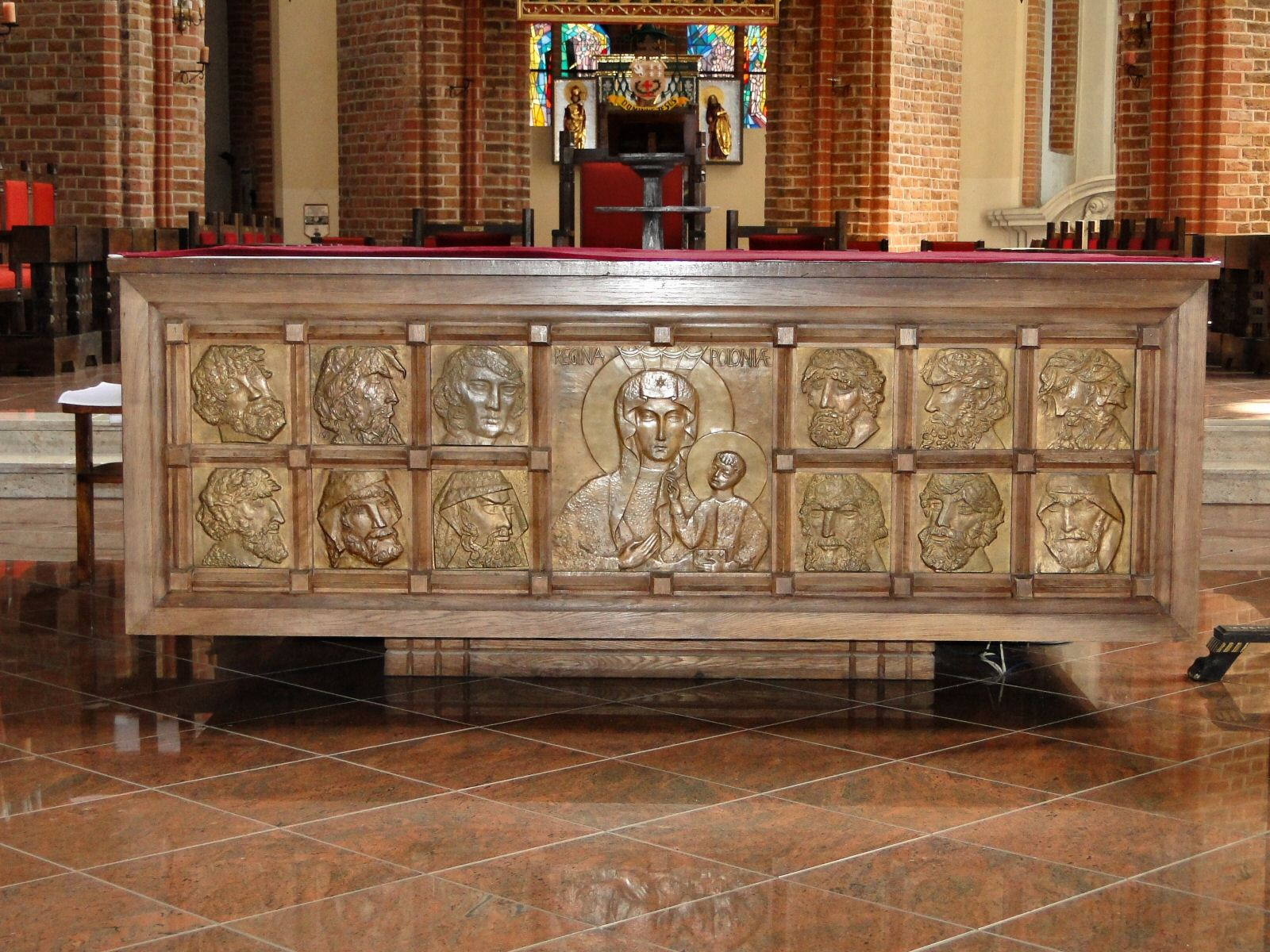
Altarverzierung in der Stettiner Jakobskirche

- Zwischen 1920 und 1935: Bronzearbeiten für die Innenausstattung der Jakobskirche in Stettin

- Stehender Mädchenakt, Bronzeguss in den Maßen 35 cm hoch und rund 14 cm im Durchmesser[8]

## Ausstellungen (Auswahl)
Anlässlich des 60. Todestages von Wilhelm Otto richtete der Heimat- und Kulturverein Harzgerode im Mai/Juni 2010 in seiner Geburtsstadt eine Ausstellung im Schloss Harzgerode Professor Wilhelm Otto – Bildhauer und Bronzegießer – Sein Leben und Werk aus. In den Folgemonaten wurde daran gearbeitet, die Exposition zu einer Dauereinrichtung umzugestalten, die ihren Platz im Kaminzimmer des Harzgeröder Schlosses bekommen hat.